# 이토 미야코
이토 미야코(일본어: 伊東 みやこ, 1969년 2월 23일 ~ )는 일본의 여성 성우 겸 내레이터. 이와테현 모리오카시 출신. 켄 프로덕션 소속.

## 주요 출연작
- Go! 프린세스 프리큐어 - 프리즈
- 라이브 어 라이브 - 가라쿠리마루
- 로비&케로비 - 케로비
- 배틀비드맨 시리즈 - 리 윤파
- 빨강머리 백설공주 - 키노
- 캡틴 어스 - 여자 주인
- 흑마녀 나가신다! - 롤리팝, 코코아
- 칼 이야기 - 히가키 린네
- 쾌걸 조로리 - 푸페
- 머메이드 멜로디 피치피치핏치 - 힛포
- 메탈 파이트 베이블레이드 - 엔소 그레이시
- 히카루의 바둑 - 홍수영(이 때 첫 대사가 한국어인 저 왔어요였다)
- 쿄로쨩 - 쿄로쨩
- 은혼 - 타카우라 하나코
- 포켓몬스터AG - 이상해씨
- 펭귄의 문제 - 베컴(펭귄의 문제)
- 나츠메 우인장 - 아와유키
- 여주인님은 초등학생! - 노부부, 대용신의 자식
- 명탐정 코난 - 스오우 유우코(943화 엑스트라)